# Девчата (телепередача)
«Девчата» — информационно-развлекательная телепрограмма, выходившая на телеканале «Россия-1», премьера состоялась 23 апреля 2010 года.

## История
Первый сезон выходил в эфир в пятницу вечером и включал в себя 57 выпусков. Второй сезон транслировался с 10 сентября 2011 года по 2 июня 2012 года, передача выходила каждую субботу. Третий сезон был показан с 25 августа 2012 года по 11 июня 2013 года и выходил в эфир по понедельникам. Четвёртый сезон транслировался с 27 августа 2013 года по 2 июня 2014 года. Последний сезон транслировался с 28 июля по 15 августа 2014 года, в обновлённом, ежедневном формате.
Участники передачи  в юмористической форме обсуждают в студии некую заданную тему (например, первое свидание, измена, гражданский брак), актуальные темы недели, комментируют газетные статьи и высказывания политиков. Чаще всего в студии появляется гость (обычно это приглашённая знаменитость), который даёт комментарии, высказывается на заданную тему.
Всех ведущих программы выбирал её продюсер Сергей Кордо. Изначально передача проходила по заранее заготовленному сценарию, но по инициативе генерального директора телеканала «Россия-1» Антона Златопольского с 10 выпуска практически все высказывания ведущих стали являться их собственной импровизацией.
Программа выходила в прямом эфире на Дальнем Востоке России, для других регионов и зарубежных стран она выходила без изменений, за редкими исключениями, если необходимо было вырезать определённые шутки или исправить ошибки.

## Название
Программу назвали по аналогии с советской комедией «Девчата». В заставке передачи звучит заглавная музыкальная тема ленты «Хорошие девчата». Первое упоминание шоу на информационном сайте Vesti.ru было проведено с комментарием «Девчата нашего времени».
Многие зрители заметили аналогию с программой «Первого канала» «Прожекторперисхилтон», причём степень юмора у «Девчат» была «ниже пояса», поэтому изначально была воспринята ими неоднозначно. Но, несмотря на это, «Девчата» продолжили выход в эфир.
Генеральный директор телеканала «Россия-1]» Антон Златопольский заступился за свою программу, заявив, что «подобного рода форматы существуют и в англосаксонских странах», и привёл в пример программы «Loose Women» (ITV, Великобритания) и «The view» (BBC, Великобритания). В ответ на это генеральный директор «Первого канала» Константин Эрнст довольно резко отреагировал на появление клона «Прожектора…»:
К „Девчатам“ я отношусь с плохо скрываемым сочувствием. Когда один канал пытается скопировать проект у другого, это вполне нормальное явление. Но тут даже этого не получилось талантливо. Очень жаль, что коллеги не умеют проигрывать, при этом прикрываясь чужой непорядочностью. Это не что иное, как принцип „вор у вора дубинку украл“. Мы же ничего не украли. „Прожекторперисхилтон“ — проект Первого канала, который придумали мы с Машей Даниелян и командой, которая делает эту программу. На английский формат „Loose women“ привыкли ссылаться только те, кто не видел этого формата. Я посмотрел эту программу на YouTube, и её действительно ведут женщины. Но это не юмористическая и даже не развлекательная программа. Так уж вышло, что смешно импровизировать дано лишь мужчинам. Здесь нет никакого сексизма. Наверное, юмор — главное оружие обольщения. Как показала эволюция, у женщины формы обольщения несколько другие. А пока человек не научится разбираться не то что в гендерной, в человеческой психологии, то ему лучше работать не на телевидении, а на транспорте. А девочек безумно жаль, что их втянули в такое грязное дело.

## Участники на момент закрытия
- Рита Митрофанова
- Ольга Шелест
- Алла Довлатова
- Тутта Ларсен
- Мария Голубкина
- Анастасия Голуб
- Юлия Куварзина
- Юлия Барановская

## Бывшие участники
- Ксения Собчак
- Елена Перова
- Светлана Пермякова
- Лена Батинова
- Татьяна Геворкян
- Ирина Салтыкова
- Алёна Свиридова
- Алиса Селезнёва
- Ольга Максимова
- Дана Борисова
- Елена Усанова

## Умершие
- Марина Голуб (ДТП)

## Содержание выпусков

### 1 сезон (апрель 2010 — июнь 2011)
| Выпуск     | Дата выхода | Ведущие                                                                    | Гость                                                                                     |
| ---------- | ----------- | -------------------------------------------------------------------------- | ----------------------------------------------------------------------------------------- |
| 1.01 (001) | 23.04.2010  | Тутта Ларсен, Марина Голуб, Рита Митрофанова, Ксения Собчак                | Дмитрий Губерниев                                                                         |
| 1.02 (002) | 30.04.2010  | Тутта Ларсен, Марина Голуб, Рита Митрофанова, Ксения Собчак                | Николай Цискаридзе                                                                        |
| 1.03 (003) | 14.05.2010  | Ксения Собчак, Тутта Ларсен, Марина Голуб, Ольга Шелест                    | Отсутствует                                                                               |
| 1.04 (004) | 21.05.2010  | Ольга Шелест, Рита Митрофанова, Марина Голуб, Тутта Ларсен                 | Дмитрий Нагиев                                                                            |
| 1.05 (005) | 23.05.2010  | Рита Митрофанова, Марина Голуб, Тутта Ларсен, Ксения Собчак                | Игорь Чапурин                                                                             |
| 1.06 (006) | 28.05.2010  | Тутта Ларсен, Дана Борисова, Рита Митрофанова, Ксения Собчак               | Игорь Крутой, Константин Цзю                                                              |
| 1.07 (007) | 04.06.2010  | Тутта Ларсен, Ольга Шелест, Марина Голуб, Рита Митрофанова                 | Вадим Галыгин                                                                             |
| 1.08 (008) | 18.06.2010  | Ольга Шелест, Марина Голуб, Тутта Ларсен, Ксения Собчак                    | Тимур Родригез, Анатолий Вассерман                                                        |
| 1.09 (009) | 25.06.2010  | Тутта Ларсен, Марина Голуб, Алла Довлатова, Рита Митрофанова               | Николай Цискаридзе                                                                        |
| 1.10 (010) | 09.07.2010  | Ольга Шелест, Алла Довлатова, Марина Голуб, Рита Митрофанова               | Алексей Ягудин                                                                            |
| 1.11 (011) | 16.07.2010  | Ольга Шелест, Марина Голуб, Алла Довлатова, Ксения Собчак                  | Геннадий Хазанов                                                                          |
| 1.12 (012) | 23.07.2010  | Ольга Шелест, Рита Митрофанова, Алла Довлатова, Ксения Собчак              | Сергей Ковалёв                                                                            |
| 1.13 (013) | 06.08.2010  | Ольга Шелест, Марина Голуб, Татьяна Геворкян, Алла Довлатова               | Сергей Астахов                                                                            |
| 1.14 (014) | 13.08.2010  | Тутта Ларсен, Марина Голуб, Татьяна Геворкян, Алла Довлатова               | Николай Валуев                                                                            |
| 1.15 (015) | 20.08.2010  | Тутта Ларсен, Алла Довлатова, Татьяна Геворкян, Рита Митрофанова           | Александр Рапопорт, Андрей Ургант                                                         |
| 1.16 (016) | 27.08.2010  | Ольга Шелест, Марина Голуб, Алла Довлатова, Ксения Собчак                  | Александр Беляев                                                                          |
| 1.17 (017) | 03.09.2010  | Ольга Шелест, Марина Голуб, Алла Довлатова, Ксения Собчак                  | Александр Добровинский                                                                    |
| 1.18 (018) | 10.09.2010  | Тутта Ларсен, Татьяна Геворкян, Марина Голуб, Алла Довлатова               | Александр Полеев, Дмитрий Харатьян                                                        |
| 1.19 (019) | 18.09.2010  | Ольга Шелест, Рита Митрофанова, Марина Голуб, Тутта Ларсен                 | Максим Галкин                                                                             |
| 1.20 (020) | 24.09.2010  | Ольга Шелест, Татьяна Геворкян, Ксения Собчак, Алла Довлатова              | Виктор Геращенко, Ефим Шифрин                                                             |
| 1.21 (021) | 01.10.2010  | Ольга Шелест, Татьяна Геворкян, Марина Голуб, Рита Митрофанова             | Геннадий Хазанов                                                                          |
| 1.22 (022) | 08.10.2010  | Тутта Ларсен, Алла Довлатова, Рита Митрофанова, Ольга Шелест               | Сосо Павлиашвили                                                                          |
| 1.23 (023) | 15.10.2010  | Тутта Ларсен, Татьяна Геворкян, Рита Митрофанова, Ольга Шелест             | Зураб Кекелидзе, Эдгард Запашный                                                          |
| 1.24 (024) | 22.10.2010  | Ольга Шелест, Марина Голуб, Алла Довлатова, Ксения Собчак                  | Геннадий Хазанов, Владимир Соловьев                                                       |
| 1.25 (025) | 29.10.2010  | Ольга Шелест, Рита Митрофанова, Марина Голуб, Алла Довлатова               | Александр Теслер, Дима Билан                                                              |
| 1.26 (026) | 13.11.2010  | Тутта Ларсен, Алла Довлатова, Рита Митрофанова, Ольга Шелест               | Иосиф Пригожин и Валерия, Сергей Агарков                                                  |
| 1.27 (027) | 19.11.2010  | Ольга Шелест, Рита Митрофанова, Елена Усанова, Алла Довлатова              | Николай Злобин, Евгений Герчаков                                                          |
| 1.28 (028) | 26.11.2010  | Тутта Ларсен, Рита Митрофанова, Марина Голуб, Алла Довлатова               | Валерий Сюткин                                                                            |
| 1.29 (029) | 03.12.2010  | Ольга Шелест, Тутта Ларсен, Марина Голуб, Алла Довлатова                   | Геннадий Хазанов                                                                          |
| 1.30 (030) | 11.12.2010  | Тутта Ларсен, Алла Довлатова, Рита Митрофанова, Ольга Шелест               | Эрнест Мацкявичюс, Валерий Николаев                                                       |
| 1.31 (031) | 17.12.2010  | Ольга Шелест, Тутта Ларсен, Рита Митрофанова, Алла Довлатова               | Сергей Лазарев                                                                            |
| 1.32 (032) | 24.12.2010  | Тутта Ларсен, Рита Митрофанова, Марина Голуб, Ольга Шелест, Алла Довлатова | Хор Турецкого, Николай Цискаридзе, Николай Басков, Михаил Полицеймако, Владимир Долинский |
| 1.33 (033) | 04.01.2011  | Тутта Ларсен, Алла Довлатова, Рита Митрофанова, Ольга Шелест               | Дмитрий Маликов                                                                           |
| 1.34 (034) | 05.01.2011  | Ольга Шелест, Тутта Ларсен, Рита Митрофанова, Алла Довлатова               | Оскар Кучера                                                                              |
| 1.35 (035) | 06.01.2011  | Ольга Шелест, Тутта Ларсен, Рита Митрофанова, Алла Довлатова               | Екатерина Жемчужная                                                                       |
| 1.36 (036) | 14.01.2011  | Ольга Шелест, Тутта Ларсен, Рита Митрофанова, Алла Довлатова               | Сергей Агапкин, Владимир Стержаков                                                        |
| 1.37 (037) | 21.01.2011  | Тутта Ларсен, Рита Митрофанова, Марина Голуб, Алла Довлатова               | Артём Михалков                                                                            |
| 1.38 (038) | 28.01.2011  | Тутта Ларсен, Рита Митрофанова, Марина Голуб, Алла Довлатова               | Владимир Винокур                                                                          |
| 1.39 (039) | 04.02.2011  | Ольга Шелест, Тутта Ларсен, Рита Митрофанова, Алла Довлатова               | Егор Дружинин                                                                             |
| 1.40 (040) | 11.02.2011  | Ольга Шелест, Тутта Ларсен, Рита Митрофанова, Алла Довлатова               | Иракли                                                                                    |
| 1.41 (041) | 18.02.2011  | Ольга Шелест, Рита Митрофанова, Марина Голуб, Тутта Ларсен                 | Сергей Глушко, Серж Маркович                                                              |
| 1.42 (042) | 25.02.2011  | Ольга Шелест, Рита Митрофанова, Тутта Ларсен, Алла Довлатова               | Александр Носик                                                                           |
| 1.43 (043) | 05.03.2011  | Тутта Ларсен, Алла Довлатова, Марина Голуб, Ольга Шелест                   | Владимир Соловьёв                                                                         |
| 1.44 (044) | 12.03.2011  | Ольга Шелест, Елена Перова, Марина Голуб, Тутта Ларсен                     | Отсутствует                                                                               |
| 1.45 (045) | 19.03.2011  | Тутта Ларсен, Рита Митрофанова, Елена Перова, Алла Довлатова               | Алексей Кортнев                                                                           |
| 1.46 (046) | 26.03.2011  | Тутта Ларсен, Марина Голуб, Рита Митрофанова, Алла Довлатова               | Отсутствует                                                                               |
| 1.47 (047) | 02.04.2011  | Ольга Шелест, Рита Митрофанова, Елена Перова, Алла Довлатова               | Максим Галкин                                                                             |
| 1.48 (048) | 09.04.2011  | Ольга Шелест, Рита Митрофанова, Ольга Максимова, Елена Перова              | Александр Пряников                                                                        |
| 1.49 (049) | 16.04.2011  | Ольга Шелест, Елена Перова, Рита Митрофанова, Алла Довлатова               | Отсутствует                                                                               |
| 1.50 (050) | 30.04.2011  | Ольга Шелест, Рита Митрофанова, Марина Голуб, Тутта Ларсен                 | Борис Грачевский                                                                          |
| 1.51 (051) | 14.05.2011  | Ольга Шелест, Рита Митрофанова, Елена Перова, Алла Довлатова               | Егор Пазенко                                                                              |
| 1.52 (052) | 21.05.2011  | Ольга Шелест, Тутта Ларсен, Марина Голуб, Алла Довлатова                   | Отсутствует                                                                               |
| 1.53 (053) | 28.05.2011  | Ольга Шелест, Рита Митрофанова, Елена Перова, Алла Довлатова               | Андрей Кириленко                                                                          |
| 1.54 (054) | 04.06.2011  | Ольга Шелест, Ольга Максимова, Рита Митрофанова, Елена Перова              | Сергей Цигаль                                                                             |
| 1.55 (055) | 11.06.2011  | Ольга Шелест, Тутта Ларсен, Марина Голуб, Алла Довлатова                   | Виктор Батурин                                                                            |
| 1.56 (056) | 18.06.2011  | Ольга Шелест, Рита Митрофанова, Марина Голуб, Елена Перова                 | Владимир Хотиненко                                                                        |
| 1.57 (057) | 25.06.2011  | Тутта Ларсен, Елена Перова, Ольга Максимова, Алла Довлатова                | Андрей Фомин                                                                              |

### 2 сезон (сентябрь 2011 — июнь 2012)
| Выпуск     | Дата выхода | Ведущие                                                             | Гость                                                                                                 |
| ---------- | ----------- | ------------------------------------------------------------------- | --- |
| 2.01 (058) | 10.09.2011  | Ольга Шелест, Рита Митрофанова, Марина Голуб, Алла Довлатова        | Александр Гафин                                                                                       |
| 2.02 (059) | 17.09.2011  | Ольга Шелест, Рита Митрофанова, Марина Голуб, Алла Довлатова        | Дмитрий Губерниев                                                                                     |
| 2.03 (060) | 24.09.2011  | Ольга Шелест, Елена Перова, Марина Голуб, Алла Довлатова            | Данила Поляков                                                                                        |
| 2.04 (061) | 01.10.2011  | Ольга Шелест, Рита Митрофанова, Тутта Ларсен, Алла Довлатова        | Отсутствует                                                                                           |
| 2.05 (062) | 08.10.2011  | Тутта Ларсен, Рита Митрофанова, Марина Голуб, Алла Довлатова        | Иван Ирбис, Владимир Назаров                                                                          |
| 2.06 (063) | 15.10.2011  | Ольга Шелест, Рита Митрофанова, Тутта Ларсен, Алла Довлатова        | Николай Басков                                                                                        |
| 2.07 (064) | 22.10.2011  | Ольга Шелест, Рита Митрофанова, Алиса Селезнёва, Алла Довлатова     | Тимур Родригез                                                                                        |
| 2.08 (065) | 29.10.2011  | Ольга Шелест, Рита Митрофанова, Алиса Селезнёва, Алла Довлатова     | Светлана Пермякова                                                                                    |
| 2.09 (066) | 05.11.2011  | Ольга Шелест, Тутта Ларсен, Марина Голуб, Алла Довлатова            | Аскольд Запашный                                                                                      |
| 2.10 (067) | 12.11.2011  | Тутта Ларсен, Светлана Пермякова, Марина Голуб, Рита Митрофанова    | Любовь Успенская                                                                                      |
| 2.11 (068) | 19.11.2011  | Ольга Шелест, Светлана Пермякова, Рита Митрофанова, Алла Довлатова  | Александр Ревва                                                                                       |
| 2.12 (069) | 26.11.2011  | Ольга Шелест, Тутта Ларсен, Рита Митрофанова, Марина Голуб          | Евгения Крюкова                                                                                       |
| 2.13 (070) | 03.12.2011  | Тутта Ларсен, Светлана Пермякова, Алла Довлатова, Рита Митрофанова  | Лера Кудрявцева                                                                                       |
| 2.14 (071) | 10.12.2011  | Тутта Ларсен, Рита Митрофанова, Светлана Пермякова, Алиса Селезнёва | Андрей Григорьев-Апполонов                                                                            |
| 2.15 (072) | 17.12.2011  | Ольга Шелест, Тутта Ларсен, Рита Митрофанова, Алла Довлатова        | The Scorpions, Дима Билан                                                                             |
| 2.16 (073) | 25.12.2011  | Ольга Шелест, Рита Митрофанова, Марина Голуб, Алла Довлатова        | Лолита и Дмитрий Иванов, Наташа Королёва и Тарзан, Отар Кушанашвили, Николай Цискаридзе, Inusa Dawuda |
| 2.17 (074) | 14.01.2012  | Ольга Шелест, Тутта Ларсен, Рита Митрофанова, Алла Довлатова        | Михаил Зеленский                                                                                      |
| 2.18 (075) | 21.01.2012  | Ольга Шелест, Тутта Ларсен, Рита Митрофанова, Алла Довлатова        | Дмитрий Орлов                                                                                         |
| 2.19 (076) | 28.01.2012  | Ольга Шелест, Рита Митрофанова, Марина Голуб, Алла Довлатова        | Дмитрий Маликов                                                                                       |
| 2.20 (077) | 04.02.2012  | Тутта Ларсен, Рита Митрофанова, Марина Голуб, Алла Довлатова        | Левон Оганезов                                                                                        |
| 2.21 (078) | 11.02.2012  | Ольга Шелест, Тутта Ларсен, Рита Митрофанова, Алла Довлатова        | Дарья Повереннова                                                                                     |
| 2.22 (079) | 18.02.2012  | Тутта Ларсен, Светлана Пермякова, Рита Митрофанова, Алла Довлатова  | Александр Стриженов                                                                                   |
| 2.23 (080) | 25.02.2012  | Ольга Шелест, Рита Митрофанова, Марина Голуб, Алла Довлатова        | Андрей Мерзликин                                                                                      |
| 2.24 (081) | 17.03.2012  | Тутта Ларсен, Рита Митрофанова, Марина Голуб, Алла Довлатова        | Виктор Логинов                                                                                        |
| 2.25 (082) | 24.03.2012  | Ольга Шелест, Алла Довлатова, Рита Митрофанова, Марина Голуб        | Сергей Трофимов                                                                                       |
| 2.26 (083) | 31.03.2012  | Ольга Шелест, Тутта Ларсен, Мария Голубкина, Рита Митрофанова       | Дмитрий Нагиев                                                                                        |
| 2.27 (084) | 07.04.2012  | Ольга Шелест, Тутта Ларсен, Рита Митрофанова, Светлана Пермякова    | Алексей Воробьёв                                                                                      |
| 2.28 (085) | 22.04.2012  | Ольга Шелест, Светлана Пермякова, Мария Голубкина, Рита Митрофанова | Виктор Дробыш                                                                                         |
| 2.29 (086) | 29.04.2012  | Ольга Шелест, Рита Митрофанова, Марина Голуб, Алла Довлатова        | Гедиминас Таранда                                                                                     |
| 2.30 (087) | 20.05.2012  | Ольга Шелест, Рита Митрофанова, Светлана Пермякова, Алла Довлатова  | Андрей Федорцов                                                                                       |
| 2.31 (088) | 02.06.2012  | Рита Митрофанова, Ольга Шелест, Марина Голуб, Алла Довлатова        | Дмитрий Хрусталёв, Влад Лисовец                                                                       |

### 3 сезон (август 2012 — июнь 2013)
| Выпуск     | Дата выхода | Ведущие                                                                       | Гость                                    |
| ---------- | ----------- | ----------------------------------------------------------------------------- | ---------------------------------------- |
| 3.01 (089) | 25.08.2012  | Ольга Шелест, Тутта Ларсен, Рита Митрофанова, Алла Довлатова                  | Отсутствует                              |
| 3.02 (090) | 01.09.2012  | Ольга Шелест, Мария Голубкина, Марина Голуб, Рита Митрофанова                 | Юрий Постригай                           |
| 3.03 (091) | 03.09.2012  | Тутта Ларсен, Рита Митрофанова, Марина Голуб, Алла Довлатова                  | Виктория Тарасова, Наталья Нурмухамедова |
| 3.04 (092) | 10.09.2012  | Ольга Шелест, Рита Митрофанова, Тутта Ларсен, Алла Довлатова                  | Сергей Рост                              |
| 3.05 (093) | 17.09.2012  | Ольга Шелест, Тутта Ларсен, Мария Голубкина, Рита Митрофанова                 | Александр Жулин                          |
| 3.06 (094) | 24.09.2012  | Ольга Шелест, Мария Голубкина, Рита Митрофанова, Алла Довлатова               | Дмитрий Миллер, Юлия Деллос              |
| 3.07 (095) | 01.10.2012  | Тутта Ларсен, Рита Митрофанова, Мария Голубкина, Алла Довлатова               | Алёна Яковлева                           |
| 3.08 (096) | 08.10.2012  | Ольга Шелест, Рита Митрофанова, Мария Голубкина, Алла Довлатова               | Евгений Папунаишвили                     |
| 3.09 (097) | 15.10.2012  | Ольга Шелест, Рита Митрофанова, Мария Голубкина, Тутта Ларсен, Алла Довлатова | Отсутствует                              |
| 3.10 (098) | 22.10.2012  | Ольга Шелест, Тутта Ларсен, Мария Голубкина, Алла Довлатова                   | Станислав Садальский                     |
| 3.11 (099) | 05.11.2012  | Ольга Шелест, Тутта Ларсен, Мария Голубкина, Рита Митрофанова                 | Сергей Шнуров                            |
| 3.12 (100) | 12.11.2012  | Ольга Шелест, Рита Митрофанова, Мария Голубкина, Алла Довлатова               | Евгения Стешова, Валерий Ярёменко        |
| 3.13 (101) | 19.11.2012  | Ольга Шелест, Рита Митрофанова, Мария Голубкина, Алла Довлатова               | Глюк’oZa, Борис Смолкин                  |
| 3.14 (102) | 26.11.2012  | Ольга Шелест, Рита Митрофанова, Мария Голубкина, Тутта Ларсен                 | Александр Пушной, Павел Деревянко        |
| 3.15 (103) | 03.12.2012  | Тутта Ларсен, Рита Митрофанова, Мария Голубкина, Алла Довлатова               | Константин Крюков, Сергей Астахов        |
| 3.16 (104) | 10.12.2012  | Ольга Шелест, Рита Митрофанова, Мария Голубкина, Алла Довлатова               | Гоша Куценко                             |
| 3.17 (105) | 17.12.2012  | Ольга Шелест, Рита Митрофанова, Мария Голубкина, Тутта Ларсен                 | Надежда Михалкова, Резо Гигинеишвили     |
| 3.18 (106) | 24.12.2012  | Ольга Шелест, Рита Митрофанова, Мария Голубкина, Тутта Ларсен, Алла Довлатова | Александр Литвин, Лариса Голубкина       |
| 3.19 (107) | 14.01.2013  | Ольга Шелест, Рита Митрофанова, Мария Голубкина, Тутта Ларсен                 | Кристина Орбакайте                       |
| 3.20 (108) | 21.01.2013  | Ольга Шелест, Рита Митрофанова, Мария Голубкина, Алла Довлатова               | Анетта Орлова, Александр Буйнов          |
| 3.21 (109) | 28.01.2013  | Тутта Ларсен, Рита Митрофанова, Мария Голубкина, Алла Довлатова               | Елена Рожкова, Дмитрий Астрахан          |
| 3.22 (110) | 04.02.2013  | Ольга Шелест, Рита Митрофанова, Мария Голубкина, Тутта Ларсен                 | Василий Шумов, Александр Лассард         |
| 3.23 (111) | 11.02.2013  | Тутта Ларсен, Рита Митрофанова, Анастасия Голуб, Алла Довлатова               | Андрей Ургант, Игорь Верник              |
| 3.24 (112) | 18.02.2013  | Ольга Шелест, Анастасия Голуб, Тутта Ларсен, Алла Довлатова                   | Николай Расторгуев                       |
| 3.25 (113) | 25.02.2013  | Рита Митрофанова, Анастасия Голуб, Мария Голубкина, Алла Довлатова            | Владимир Шахрин                          |
| 3.26 (114) | 04.03.2013  | Ольга Шелест, Рита Митрофанова, Тутта Ларсен, Алла Довлатова                  | Стас Михайлов                            |
| 3.27 (115) | 11.03.2013  | Ольга Шелест, Алёна Свиридова, Тутта Ларсен, Алла Довлатова                   | Анджела Бейкер и Триша Стюарт            |
| 3.28 (116) | 18.03.2013  | Тутта Ларсен, Рита Митрофанова, Алёна Свиридова, Мария Голубкина              | Александр Нестеров, Жасмин               |
| 3.29 (117) | 08.04.2013  | Ольга Шелест, Рита Митрофанова, Алёна Свиридова, Тутта Ларсен                 | Владимир Винокур                         |
| 3.30 (118) | 15.04.2013  | Ольга Шелест, Рита Митрофанова, Тутта Ларсен, Алла Довлатова                  | Гарик Сукачёв                            |
| 3.31 (119) | 22.04.2013  | Ольга Шелест, Рита Митрофанова, Алёна Свиридова, Алла Довлатова               | Валерий Сюткин, Алексей Чумаков          |
| 3.32 (120) | 29.04.2013  | Ольга Шелест, Анастасия Голуб, Тутта Ларсен, Алла Довлатова                   | Григорий Лепс                            |
| 3.33 (121) | 06.05.2013  | Ольга Шелест, Рита Митрофанова, Мария Голубкина, Алла Довлатова               | Иосиф Кобзон                             |
| 3.34 (122) | 13.05.2013  | Ольга Шелест, Рита Митрофанова, Анастасия Голуб, Алла Довлатова               | Стас Костюшкин, Вячеслав Невинный-мл.    |
| 3.35 (123) | 20.05.2013  | Ольга Шелест, Мария Голубкина, Тутта Ларсен, Алла Довлатова                   | Евгений Стычкин, Александр Герчик        |
| 3.36 (124) | 27.05.2013  | Ольга Шелест, Рита Митрофанова, Алёна Свиридова, Мария Голубкина              | Борис Клюев, Татьяна Огородникова        |
| 3.37 (125) | 03.06.2013  | Рита Митрофанова, Анастасия Голуб, Тутта Ларсен, Алла Довлатова               | Максим Леонидов                          |
| 3.38 (126) | 10.06.2013  | Рита Митрофанова, Анастасия Голуб, Мария Голубкина, Алёна Свиридова           | Михаил Ефремов                           |

### 4 сезон (август 2013 — июнь 2014)
| Выпуск     | Дата выхода | Ведущие                                                                                           | Гость                                                |
| ---------- | ----------- | ------------------------------------------------------------------------------------------------- | ---------------------------------------------------- |
| 4.01 (127) | 26.08.2013  | Ольга Шелест, Рита Митрофанова, Анастасия Голуб, Тутта Ларсен                                     | Борис Грачевский, Тимофей Баженов                    |
| 4.02 (128) | 02.09.2013  | Ольга Шелест, Мария Голубкина, Рита Митрофанова, Тутта Ларсен                                     | Отсутствует                                          |
| 4.03 (129) | 09.09.2013  | Тутта Ларсен, Рита Митрофанова, Анастасия Голуб, Мария Голубкина                                  | Михаил Башкатов                                      |
| 4.04 (130) | 16.09.2013  | Ольга Шелест, Рита Митрофанова, Анастасия Голуб, Мария Голубкина                                  | Марк Розовский                                       |
| 4.05 (131) | 23.09.2013  | Ольга Шелест, Рита Митрофанова, Анастасия Голуб, Тутта Ларсен                                     | Егор Кончаловский                                    |
| 4.06 (132) | 30.09.2013  | Тутта Ларсен, Рита Митрофанова, Анастасия Голуб, Мария Голубкина                                  | Алексей Маклаков                                     |
| 4.07 (133) | 07.10.2013  | Тутта Ларсен, Рита Митрофанова, Анастасия Голуб, Мария Голубкина                                  | Кирилл Серебренников, Николай Цискаридзе             |
| 4.08 (134) | 14.10.2013  | Тутта Ларсен, Рита Митрофанова, Мария Голубкина, Алла Довлатова                                   | Андрей Смоляков                                      |
| 4.09 (135) | 21.10.2013  | Алла Довлатова, Рита Митрофанова, Анастасия Голуб, Мария Голубкина                                | Сергей Писаренко                                     |
| 4.10 (136) | 28.10.2013  | Тутта Ларсен, Мария Голубкина, Анастасия Голуб, Алла Довлатова                                    | Александр Стефанович, Кирилл Нагиев                  |
| 4.11 (137) | 05.11.2013  | Тутта Ларсен, Анастасия Голуб, Лена Батинова, Алла Довлатова                                      | Валерий Меладзе                                      |
| 4.12 (138) | 11.11.2013  | Тутта Ларсен, Рита Митрофанова, Мария Голубкина, Алла Довлатова                                   | Дмитрий Кожома                                       |
| 4.13 (139) | 18.11.2013  | Тутта Ларсен, Рита Митрофанова, Анастасия Голуб, Лена Батинова                                    | Юрий Поляков                                         |
| 4.14 (140) | 02.12.2013  | Тутта Ларсен, Рита Митрофанова, Ирина Салтыкова, Мария Голубкина                                  | Сергей Мазаев                                        |
| 4.15 (141) | 09.12.2013  | Тутта Ларсен, Рита Митрофанова, Ирина Салтыкова, Мария Голубкина                                  | Николай Фоменко                                      |
| 4.16 (142) | 16.12.2013  | Рита Митрофанова, Лена Батинова, Ирина Салтыкова, Мария Голубкина                                 | Оскар Кучера                                         |
| 4.17 (143) | 23.12.2013  | Тутта Ларсен, Рита Митрофанова, Анастасия Голуб, Мария Голубкина                                  | Олег Торсунов, Виктория Андриянова                   |
| 4.18 (144) | 20.01.2014  | Тутта Ларсен, Рита Митрофанова, Анастасия Голуб, Мария Голубкина                                  | Гарик Сукачев                                        |
| 4.19 (145) | 27.01.2014  | Рита Митрофанова, Лена Батинова, Анастасия Голуб, Мария Голубкина                                 | Алёна Орлова, Александр Литвин                       |
| 4.20 (146) | 03.02.2014  | Тутта Ларсен, Ольга Шелест, Рита Митрофанова, Мария Голубкина                                     | Татьяна Догилева, Владимир Корчак                    |
| 4.21 (147) | 10.02.2014  | Тутта Ларсен, Лена Батинова, Мария Голубкина, Рита Митрофанова                                    | Алексей Кортнев                                      |
| 4.22 (148) | 17.02.2014  | Ольга Шелест, Рита Митрофанова, Мария Голубкина, Алла Довлатова                                   | Ирина Скворцова, Игорь Бобрин и Наталья Бестемьянова |
| 4.23 (149) | 24.02.2014  | Тутта Ларсен, Лена Батинова, Мария Голубкина, Алла Довлатова                                      | Отсутствует                                          |
| 4.24 (150) | 09.03.2014  | Тутта Ларсен, Рита Митрофанова, Мария Голубкина, Алла Довлатова                                   | Юлий Гусман                                          |
| 4.25 (151) | 17.03.2014  | Ольга Шелест, Рита Митрофанова, Анастасия Голуб, Алла Довлатова                                   | Владислав Лисовец, Константин Крюков                 |
| 4.26 (152) | 24.03.2014  | Ольга Шелест, Лена Батинова, Анастасия Голуб, Алла Довлатова                                      | Александр Стриженов                                  |
| 4.27 (153) | 31.03.2014  | Ольга Шелест, Рита Митрофанова, Мария Голубкина, Алла Довлатова                                   | Дмитрий Астрахан                                     |
| 4.28 (154) | 07.04.2014  | Ольга Шелест, Лена Батинова, Анастасия Голуб, Алла Довлатова                                      | Виктор Пономаренко, Алексей Чумаков                  |
| 4.29 (155) | 14.04.2014  | Тутта Ларсен, Рита Митрофанова, Ирина Салтыкова, Мария Голубкина                                  | Евгений Гришковец                                    |
| 4.30 (156) | 21.04.2014  | Ольга Шелест, Рита Митрофанова, Анастасия Голуб, Тутта Ларсен                                     | Константин Богомолов                                 |
| 4.31 (157) | 28.04.2014  | Ольга Шелест, Рита Митрофанова, Юлия Барановская, Алла Довлатова                                  | Александр Пряников                                   |
| 4.32 (158) | 05.05.2014  | Ольга Шелест, Тутта Ларсен, Мария Голубкина, Алла Довлатова                                       | Андрей Бедняков                                      |
| 4.33 (159) | 12.05.2014  | Тутта Ларсен, Рита Митрофанова, Мария Голубкина,Алла Довлатова                                    | Владимир Винокур, Лев Лещенко                        |
| 4.34 (160) | 19.05.2014  | Ольга Шелест, Анастасия Голуб, Мария Голубкина, Юлия Куварзина                                    | Константин Ивлев                                     |
| 4.35 (161) | 26.05.2014  | Тутта Ларсен, Анастасия Голуб, Мария Голубкина, Алла Довлатова                                    | Андрей Фомин, Андрей Бартенев                        |
| 4.36 (162) | 02.06.2014  | Юлия Куварзина, Ольга Шелест, Рита Митрофанова, Мария Голубкина, Юлия Барановская, Алла Довлатова | Кирилл Плетнёв                                       |

### 5 сезон (июль — август 2014)
| Выпуск     | Дата выхода | Ведущие                                                             | Гость                                                                |
| ---------- | ----------- | ------------------------------------------------------------------- | -------------------------------------------------------------------- |
| 5.01 (163) | 28.07.2014  | Ольга Шелест, Юлия Барановская, Анастасия Голуб, Алла Довлатова     | Людмила Свитова, Шота Горгадзе                                       |
| 5.02 (164) | 29.07.2014  | Ольга Шелест, Юлия Барановская, Тутта Ларсен, Алла Довлатова        | Сергей Мац, Егор Кончаловский                                        |
| 5.03 (165) | 30.07.2014  | Тутта Ларсен, Мария Голубкина, Анастасия Голуб, Алла Довлатова      | Елена Романенко, Валерий Сюткин                                      |
| 5.04 (166) | 31.07.2014  | Ольга Шелест, Юлия Куварзина, Анастасия Голуб, Алла Довлатова       | Евгений Папунаишвили, Наталья Воротникова, Вячеслав Дробинков        |
| 5.05 (167) | 01.08.2014  | Тутта Ларсен, Юлия Барановская, Анастасия Голуб, Рита Митрофанова   | Марина Астафьева, Валентин Смирнитский                               |
| 5.06 (168) | 04.08.2014  | Ольга Шелест, Юлия Куварзина, Мария Голубкина, Тутта Ларсен         | Любовь Лошкарёва, Эркен Иманбаев, Влад Лисовец                       |
| 5.07 (169) | 05.08.2014  | Рита Митрофанова, Юлия Барановская, Анастасия Голуб, Алла Довлатова | Зинаида Кириенко, Александр Кузнецов                                 |
| 5.08 (170) | 06.08.2014  | Тутта Ларсен, Юлия Куварзина, Анастасия Голуб, Алла Довлатова       | Марина Корпан, Вадим Колганов, Виктор Хориняк                        |
| 5.09 (171) | 07.08.2014  | Ольга Шелест, Юлия Куварзина, Мария Голубкина, Тутта Ларсен         | Сергей Савельев, Роксана Бабаян                                      |
| 5.10 (172) | 08.08.2014  | Рита Митрофанова, Юлия Барановская, Тутта Ларсен, Алла Довлатова    | Дмитрий Миллер, Татьяна Запашная                                     |
| 5.11 (173) | 11.08.2014  | Ольга Шелест, Мария Голубкина, Юлия Барановская, Алла Довлатова     | Константин Крюков, Жанна Гладкова                                    |
| 5.12 (174) | 12.08.2014  | Тутта Ларсен, Мария Голубкина, Юлия Куварзина, Алла Довлатова       | Галина Коньшина, Сергей Светлов, Александр Морозов, Татьяна Чепыгина |
| 5.13 (175) | 13.08.2014  | Ольга Шелест, Рита Митрофанова, Юлия Барановская, Алла Довлатова    | Олег Фомин, Марина Астафьева                                         |
| 5.14 (176) | 14.08.2014  | Рита Митрофанова, Юлия Барановская, Юлия Куварзина, Тутта Ларсен    | Любовь Рачеева, Марият Мухина                                        |
| 5.15 (177) | 15.08.2014  | Тутта Ларсен, Юлия Барановская, Анастасия Голуб, Мария Голубкина    | Татьяна Судец, Сергей Нурисламов, Роман Фад                          |